# Anfiteatro Flaviano (Pozzuoli)

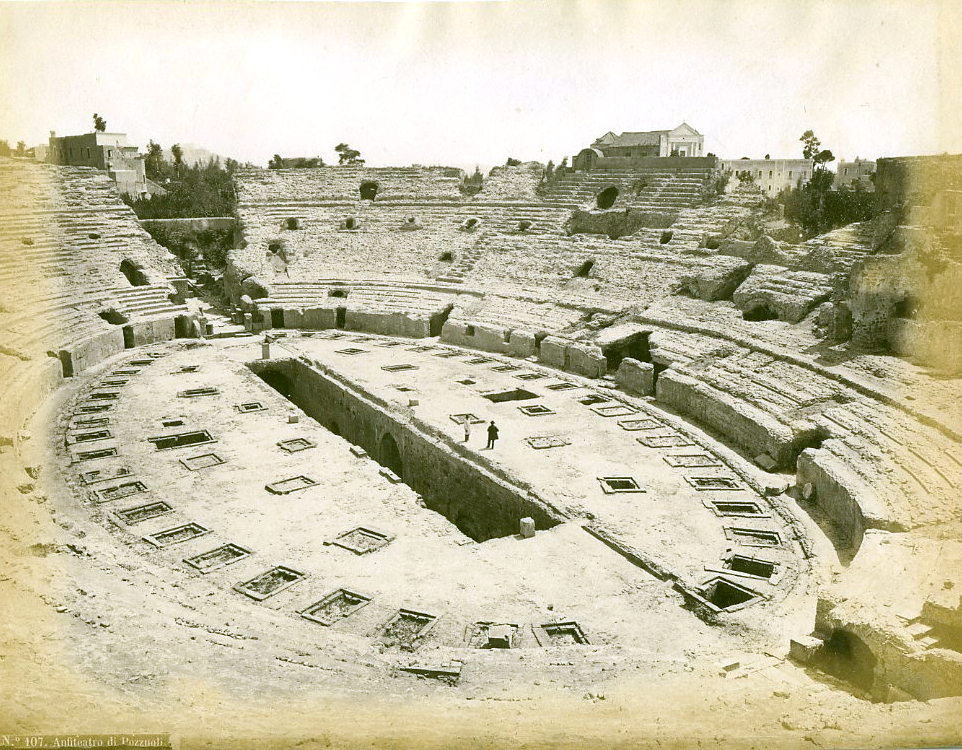
Uma foto do final do século 19 do Anfiteatro Flaviano

O Anfiteatro Flaviano ( em italiano:  Anfiteatro Flavio Puteolano [aɱfiteˈaːtro 'flaːvjo puteoˈlaːno] ), localizado em Pozzuoli, é o terceiro maior anfiteatro romano da Itália. Apenas o Coliseu Romano e o Anfiteatro de Cápua são maiores. Provavelmente foi construído pelos mesmos arquitectos que construíram anteriormente o Coliseu Romano. O nome "Anfiteatro Flaviano" está principalmente associado ao Coliseu Romano.
O local da estrutura foi escolhido no cruzamento das estradas de Nápoles, Cápua e Cumas . Foi abandonado quando foi parcialmente enterrado pelas erupções do vulcão Solfatara. Durante a Idade Média, o mármore usado no exterior foi retirado, mas o interior foi deixado intacto e está perfeitamente preservado. Escavações do local foram realizadas de 1839 a 1845, de 1880 a 1882 e, finalmente, em 1947.